# Ermita del Carmen (Campanario)
La ermita del Carmen situada en la localidad de Campanario (Provincia de Badajoz, España) ocupa parte del solar donde se levantaba el antiguo Hospital de San Bernardo, justo la esquina de la parte de levante de este, adosada a las viviendas que miran a la Parroquial y a la plaza que denomina esta misma ermita. 
El edificio es de planta central cubierto con una enorme cúpula con tambor y linterna que ilumina magníficamente el interior. La orientación de este no responde a las reglas establecidas, pues las condiciones espaciales y urbanísticas obligaron a los artífices a no forzar la posibilidad de hacer la orientación según la tradición constructiva, pues alteraría y perjudicaría al aspecto monumental del edificio. 
La portada, de bella ejecución con arco abarcante a modo de frontón sostenido por sendas columnas laterales, muestra sobre el dintel de la puerta decoración a base de relieves cuyo tema central es el escudo franciscano portado por dos angelotes rodeados con motivos vegetales barrocos. 
Se sabe que fue capilla del antiguo hospital de San Bernardo, aunque el actual edificio es una obra totalmente remozada de la segunda mitad o finales del siglo XVIII.
- Datos: Q5836598